# Bassin de radoub de Toulouse
Le bassin de radoub de Toulouse accueille depuis le XIXe siècle dans ses cales, les bateaux du canal du Midi qui ont besoin d'être réparés. Il est situé au 65 de l'allée des Demoiselles à Toulouse, en Haute-Garonne.

## Histoire
En 1850, le port de Toulouse connaît une activité intense grâce au transport fluvial des céréales qui transite par la Halle aux grains et le port croule sous les chantiers navals de réparation des péniches.
Les ateliers de réparation des bateaux étaient situés à l'origine sur les bords du port Saint-Etienne et ensuite au port Saint-Sauveur. 
Mais comme ils perturbaient le trafic, pour le désengorger, on décide donc de construire quatre cales et des ateliers en haut de l'allée des Demoiselles.
Aujourd'hui, sous les voûtes en carènes, les ouvriers des Voies navigables de France fabriquent le matériel nécessaire à l'entretien du canal.

## Description
Autour d'un bassin central, ou gare d'eau, reliée au canal par un passage surmonté d'un pont roulant, on trouve de part et d'autre les "formes". 
Des batardeaux flottants à poutrelles permettaient d'y faire entrer l'eau, remplacés ensuite par des bateaux-portes. 
Sur les quatre formes réalisées à l'origine, trois subsistent. La forme située au sud a été recreusée au XXe siècle.
Particularité de ces cales de radoub, l'une des cales - construite en 1841 - est couverte. De 30 m de long, à l'architecture typiquement toulousaine, elle permet de travailler en toute saison malgré les intempéries. Ce vaste hangar, à charpente à arbalétriers courbes, aujourd'hui couvert en tuiles, semble l'avoir été à l'origine couvert en zinc. 
Dans les cales, bateaux et péniches, se succèdent donc toute l'année.
Le vaste bassin couvert, destiné au stationnement des bateaux, a été édifié dans la seconde moitié du XIXe siècle contre le mur de clôture qui longe le canal. Il a été ensuite transformé en cale sèche. 
Comme le bassin était initialement géré par deux constructeurs, les logements des deux maîtres, les ateliers et les magasins sont disposés de part et d'autre du portail en bordure de l'allée des Demoiselles.
Les cales de radoub ne sont pas ouvertes au public, à l'exception des journées du patrimoine. Mais ce lieu mérite la curiosité car il est symbolique de l'activité fluviale de Toulouse et unique sur le canal du Midi, de Sète à Bordeaux.